# Datisca glomerata
Datisca glomerata es una especie de planta nativa a California, Nevada y Baja California. Es una de solo dos a cuatro especies en la familia Datiscaceae. 

## Descripción
Es una hierba perenne erecta con hojas distintivas que son largas y que acaban en puntas. Se dice que superficialmente se parece a la especie Cannabis. Sus flores verde amarillentos crecen en grupos de la axilla de la hoja, donde junta con el tallo. Todas partes de esta planta son tóxicas y en algunas áreas se considera una mala hierba nociva. Según se informa, es venenoso a ganado.
También es uno de un grupo raro de especies androdioeciosas.

## Taxonomía
Datisca glomerata fue descrita por (C. Presl) Baill. y publicado en Histoire des Plantes 3: 407. 1871.
Sinonimia
- Cannabina glomerata (C.Presl) Kuntze
- Datisca glomerata (C. Presl) Benth. & Hook.
- Tricerastes glomerata C. Presl basónimo[3]